# Chambre de commerce et d'industrie de Nantes et de Saint-Nazaire
La chambre de commerce et d'industrie de Nantes et de Saint-Nazaire est une CCI du département de la Loire-Atlantique, née de la fusion en 2008 de deux CCI distinctes dont les sièges étaient respectivement à Nantes au centre des Salorges situé au no 16, quai Ernest-Renaud (devenue depuis le siège principal) et à Saint-Nazaire au no 35, avenue du Général-de-Gaulle. Le siège principal a déménagé à Saint-Herblain en 2024, au 1 Rue Françoise Sagan.
Elle fait partie de la chambre de commerce et d'industrie de région Pays de la Loire et de CCI France.

## Historique
En 1802, Christophe-Clair Danyel de Kervégan, ancien maire de Nantes, président du conseil général de la Loire-Inférieure, créé avec l'aide des armateurs, négociants, commerçants, entrepreneurs et notables nantais, la chambre de Commerce de Nantes. Celle-ci s'installe au palais de la Bourse de Nantes.
En 1879 celle de Saint-Nazaire est fondée à son tour.
En 1987, la chambre de commerce et d’industrie de Nantes déménage sur son site actuel, le centre des Salorges, un ancien entrepôt lui appartenant construit en 1959 et qui venait d'être réhabilité pour l'occasion,.
En 1993, la décision de rapprocher les deux CCI de Nantes et de Saint-Nazaire est concrétisée par la création du GILA (groupement interconsulaire de la Loire-Atlantique). À partir de 2008, la quasi-totalité des services des deux entités est progressivement mise en commun.
Le 16 novembre 2007, les assemblées générales de la CCI de Nantes et de la CCI de Saint-Nazaire votent à l’unanimité la création d’une CCI unique.
Le 21 août 2008, le décret no 2008-815 sur la fusion des deux chambres en une seule CCI crée la chambre de commerce et d'industrie de Nantes-Saint-Nazaire.
Depuis le 19 février 2024, la CCI de Nantes et de Saint-Nazaire a déménagé son siège principal à Saint-Herblain.

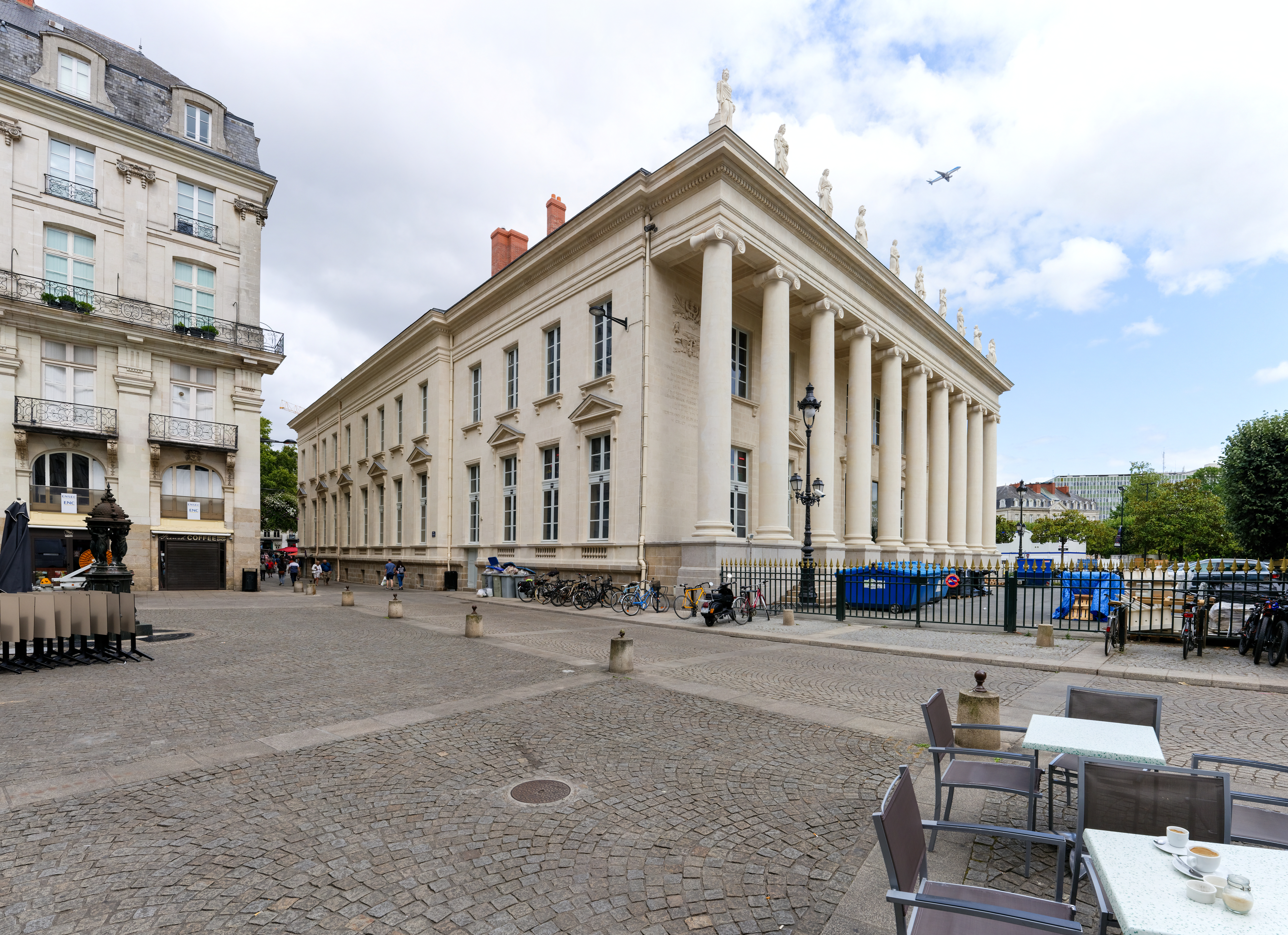
Le palais de la Bourse de Nantes, ancien siège.
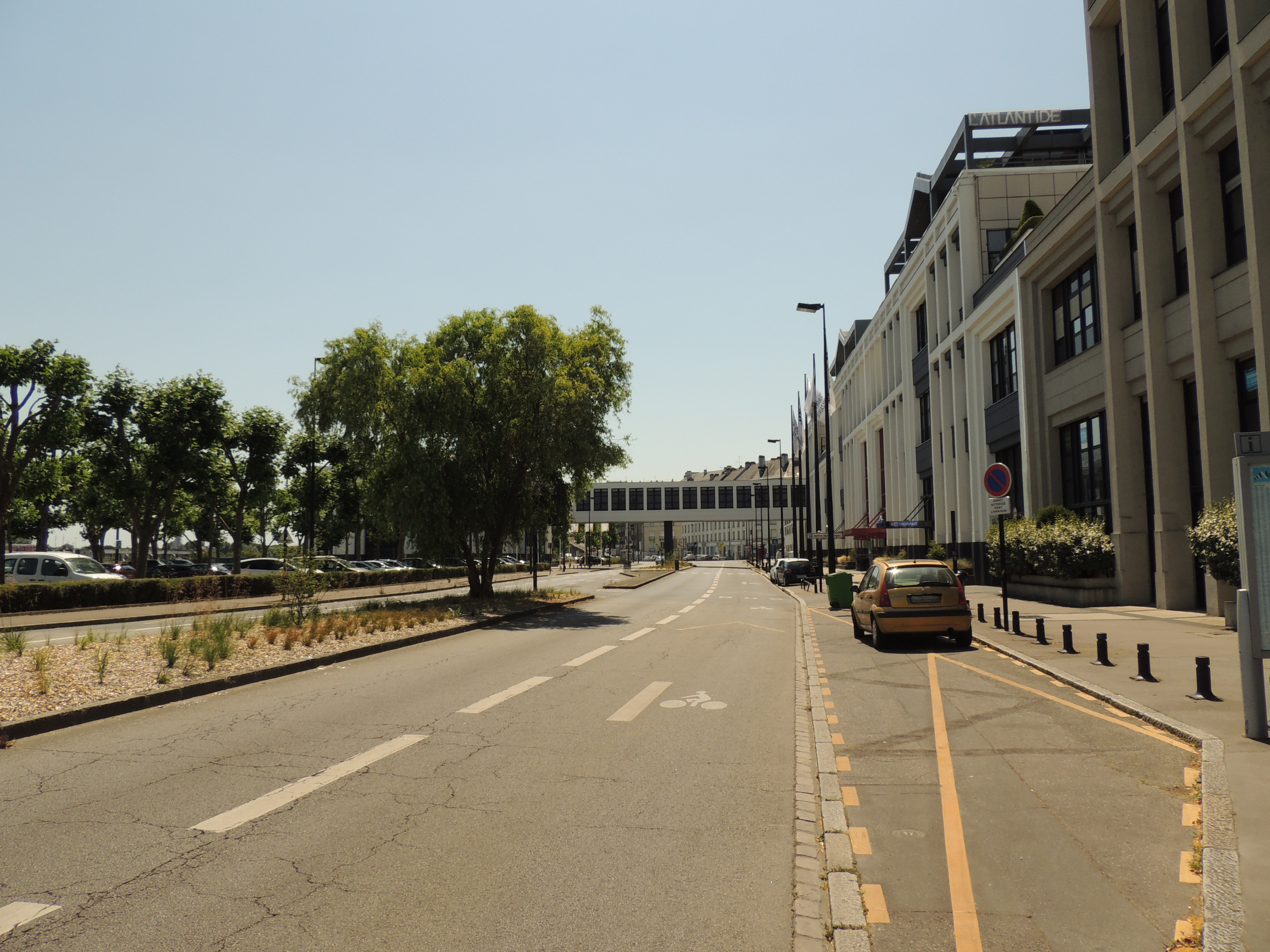
Le centre des Salorges, actuel siège.
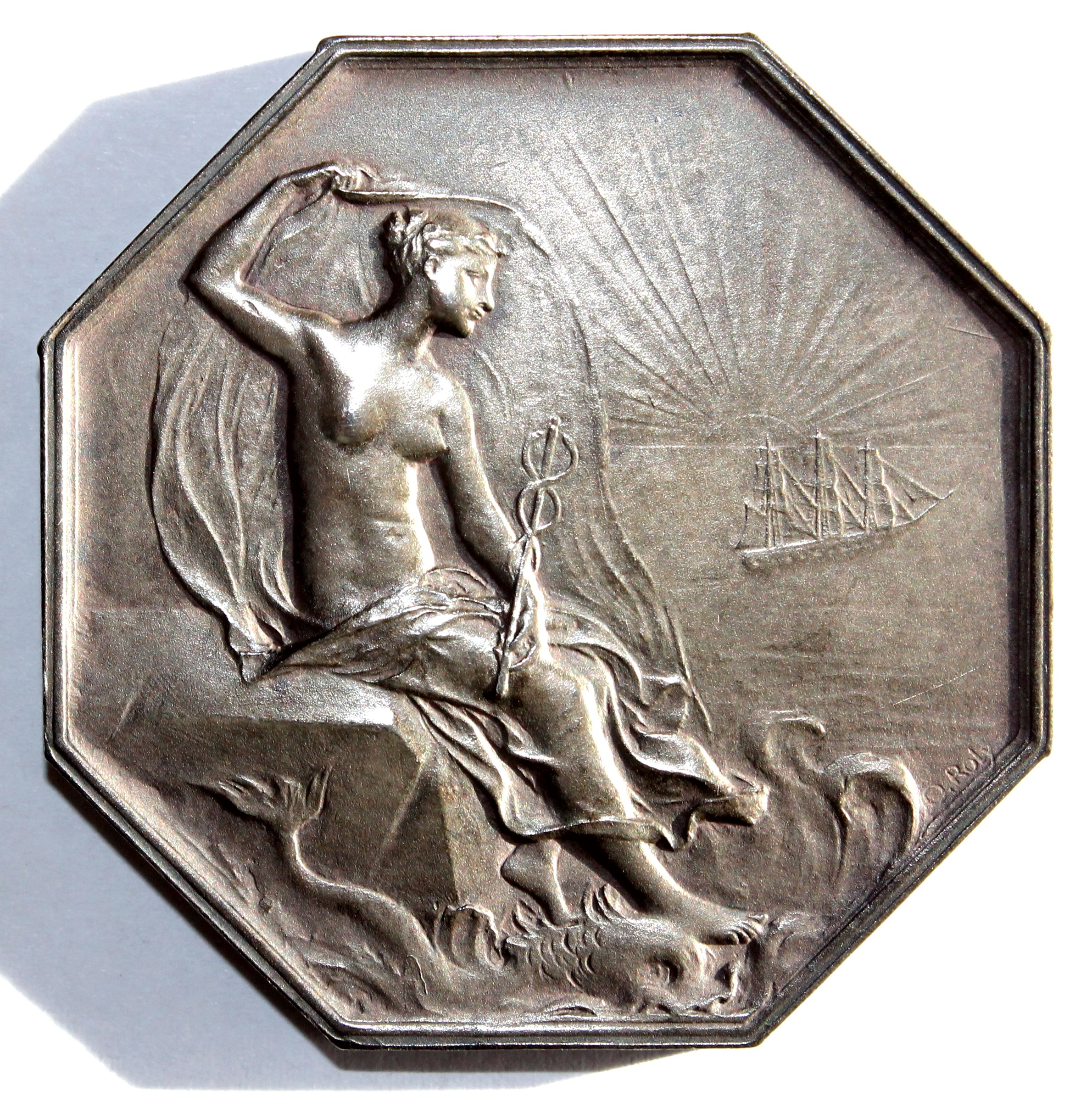
Médaille de la chambre de commerce de Saint-Nazaire par Oscar Roty
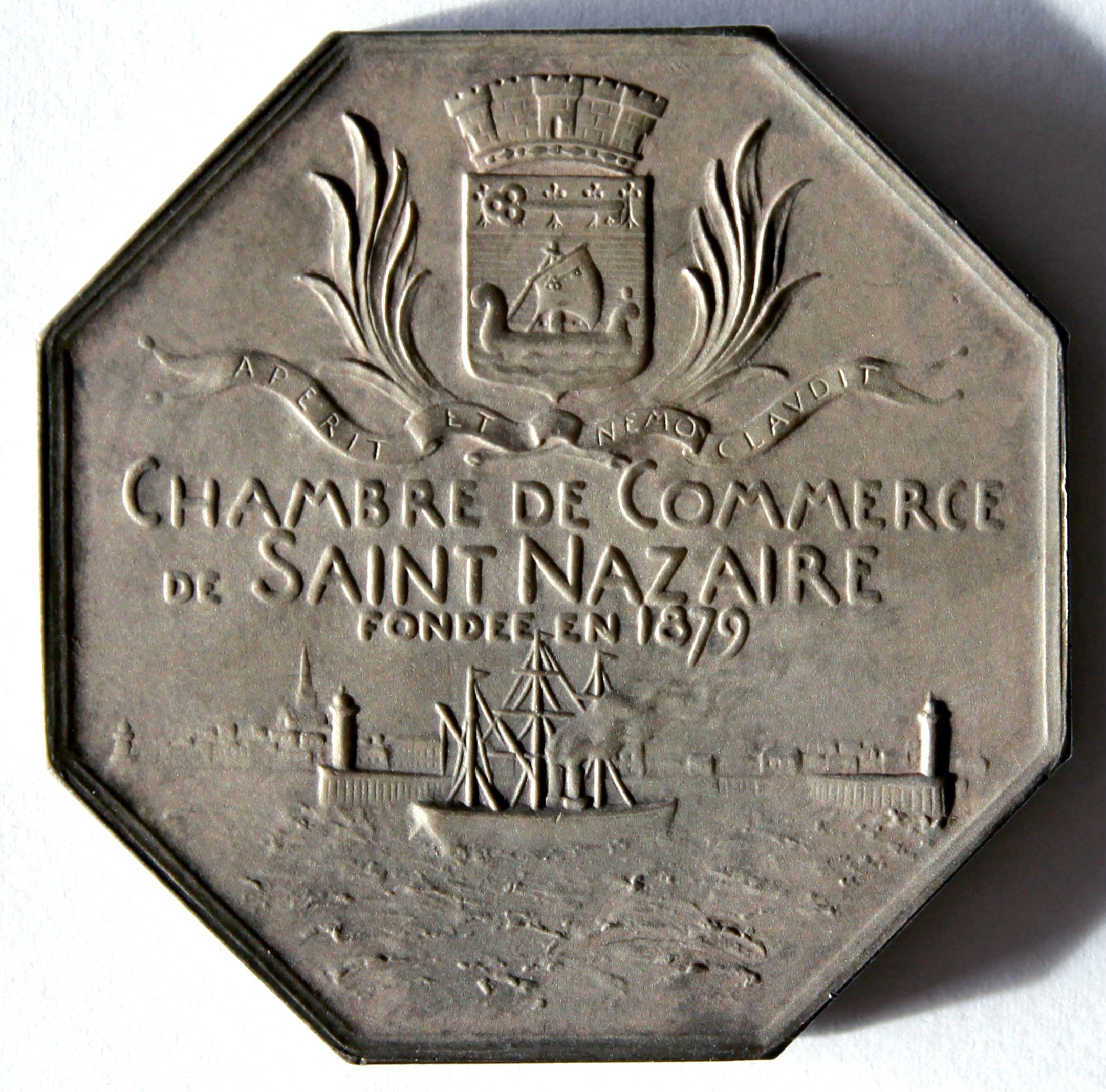
Revers.

## Missions
- Représenter les 44 000 entreprises de la Loire-Atlantique (faire du lobbying sur les grandes infrastructures de communication, réfléchir et proposer des orientations pour le développement des territoires, favoriser un développement commercial équilibré) :
- agir sur l'environnement des entreprises (renforcer la voix des entreprises dans les territoires propres de la CCI, assurer la proximité des services ;
- accompagner les entreprises au quotidien (stimuler la création, la reprise et la transmission d'entreprise, former les Hommes qui feront gagner les entreprises).

Comme toutes les CCI, il s'agit d'un établissement public administratif de l'État placé sous la responsabilité de chefs d'entreprise commerçants, industriels et prestataires de service élus tous les 5 ans par leurs pairs avec un mode de scrutin qui tient compte du poids économique de chaque secteur d'activité. Elle représente les intérêts généraux du commerce, de l'industrie et des services auprès des pouvoirs publics.

### Service aux entreprises
- Centre de formalités des entreprises
- Assistance technique au commerce
- Assistance technique à l'industrie
- Assistance technique aux entreprises de service
- Accompagnement pour le contrat d'apprentissage

### Implantations territoriales
Outre les sièges de Nantes et Saint-Nazaire, la CCI possède 4 agences interconsulaires :
- Châteaubriant ;
- Ancenis ;
- Clisson ;
- Redon.

### Filiale
La CCI est actionnaire majoritaire d'Exponantes Le Parc, société qui gère le parc des expositions de la Beaujoire.

### Gestion d'équipements
La CCI Nantes-Saint-Nazaire assure la gestion de deux ports de plaisance :
- La Baule - Le Pouliguen ;
- Piriac-sur-Mer.

La CCI est également partenaire, à hauteur de 10 %, de Vinci Airport (85 %) et ETPO – CIFE (5%), au sein d'Aéroports du Grand Ouest, concessionnaire des aéroports de Nantes Atlantique et Saint-Nazaire - Montoir.
Le président de la CCI est membre du conseil de développement du Grand port maritime de Nantes-Saint-Nazaire.

### Enseignement supérieur et centres de formation
- Audencia Business School ;
- Audencia SciencesCom ;
- Audencia Bachelor ;
- ICAM Nantes ;
- École de design Nantes Atlantique ;
- Ifocotep ;
- Accipio CCI Apprentissage (centre de formation d'apprentis) ;
- centre de formations professionnelles Saint-Herblain ;
- le centre d'étude des langues ;
- les formations continues des CCI Nantes Saint-Nazaire.

## Liste des présidents

### Chambre de commerce et d'industrie de Nantes jusqu'en 2008
Jusqu'en 1898 les préfets présidaient de droit les chambres de commerce (avant d'en devenir les présidents d'honneur), les vice-président exerçaient alors la présidence de fait.
- 1802- : Christophe-Clair Danyel de Kervégan
- 1810-1812 : Bonaventure du Fou
- 1812-1814 : Gilles Bernard
- 1814-1817 : François Pierre Delaville
- 1817-1818 : François Collet
- 1818-1819 : Louis Levesque
- 1819-1820 : Henri Ducoudray-Bourgault (ou Bourgault-Ducoudray)
- 1820-1821 : François Collet
- 1821-1823 : François Pierre Delaville
- 1823-1824 : Henri Ducoudray-Bourgault (ou Bourgault-Ducoudray)
- 1824-1827 : Armand Delaville
- 1827-1828 : Yves Berthault
- 1828-1829 : Henri Ducoudray-Bourgault (ou Bourgault-Ducoudray)
- 1829-1830 : Louis Levesque
- 1830-1833 : Henri Ducoudray-Bourgault (ou Bourgault-Ducoudray)
- 1833-1837 : Louis Lequen
- 1837-1838 : François Bignon
- 1838-1839 : Annibal Coquebert de Neuville
- 1839-1847 : François Bignon
- 1847-1848 : Michel Eusèbe Mathias Betting de Lancastel
- 1848-1859 : Auguste Garnier
- 1859-1864 : Pitre Fruchard
- 1864-1866 : Jean-Simon Voruz
- 1866-1867 : Pierre Goullin
- 1868-1870 : Gabriel Lauriol
- 1872-1875 : Alexandre Gilée
- 1875-1887 : Louis Babin-Chevaye
- 1887-1901 : Jean-Baptiste Rivron
- 1901-1913 : Louis Dubochet
- 1913-1921 : Émile Cormerais
- 1921-1928 : Charles Vuillemin
- 1928-1934 : René Delafoy
- 1934-1939 : Francis Merlant
- 1939-1944 : Paul Brossier
- 1944-1953 : Maurice Bertin
- 1953-1954 : Abel Rineau
- 1954-1964 : Paul Beaupère
- 1964-1970 : Marcel Peigné
- 1970-1973 : Marcel Babey
- 1973- 1977 : Xavier Champenois
- 1977-1981 : Jean-Joseph Régent
- 1981-1989 : Auguste Jubineau
- 1989-1997 : Alain Mustière
- 1998 - : Denis Batard
- 2005-2008 : Jean-François Gendron

### Chambre de commerce et d'industrie de Saint-Nazaire jusqu'en 2008
- 1998 - : Jean-Noël d’Acremont[8].

### Chambre de commerce et d'industrie de Nantes et de Saint-Nazaire depuis 2008
- 2008-2016 : Jean-François Gendron
- 2016- : Yann Trichard

## Pour approfondir